# Boussac (Aveyron)
Boussac – miejscowość i gmina we Francji, w regionie Oksytania, w departamencie Aveyron. W 2013 roku jej populacja wynosiła 545 mieszkańców. 

## Zabytki
Zabytki w miejscowości posiadające status monument historique:
- kościół Matki Boskiej (fr. Église Notre-Dame)